# George McCloud
George Aaron McCloud (Daytona Beach, 27 maggio 1967) è un ex cestista statunitense, professionista nella NBA e in Italia.
McCloud ha frequentato la Mainland High School a Daytona Beach e la Florida State University a Tallahassee.

## Carriera NBA
McCloud è stato selezionato dai Indiana Pacers nel primo turno (7ª chiamata) del Draft NBA 1989. Pur essendo una guardia da 6'6" (1,98 m), ha avuto una media di 5,5 punti per partita con i Pacers e divenne free agent dopo quattro stagioni in gran parte improduttive nel 1993.  A metà stagione 1994-95 ha ottenuto una seconda possibilità nella NBA quando firmò per i Dallas Mavericks . Sfruttando al meglio la sua seconda opportunità, ha continuato a giocare per un totale di 12 anni nella NBA dal 1989 Al 2002. Oltre per i Pacers e Mavericks, McCloud ha anche giocato per i Los Angeles Lakers, Phoenix Suns e Denver Nuggets.
L'anno migliore per McCloud come pro è arrivato durante la stagione 1995-96 come giocatore dei Mavericks, con i quali aveva giocato 79 partite con una media di 18,9 punti a partita e deteneva il record NBA per il maggior numero di tiri da 3 punti effettuati in una stagione. Nella sua carriera totale in NBA, McCloud ha giocato in 766 partite e ha segnato complessivamente 6.925 punti. McCloud è stato un efficace giocatore specializzato nel tiro da tre punti.
Al NBA All-Star Weekend nel 1996, ha giocato nella gara del tiro da tre punti ma ha perso nella semifinale. Detiene il secondo più alto record di tentativi da tre punti in una singola partita NBA, con 20 tiri ( di cui 7 andati a segno) in una partita tra i Dallas Mavericks e i New Jersey Nets il 5 marzo 1996.

## Statistiche

### College
| Anno      | Squadra             | PG  | PT | MP   | TC%  | 3P%  | TL%  | RP  | AP  | PRP | SP  | PP   |
| --------- | ------------------- | --- | -- | ---- | ---- | ---- | ---- | --- | --- | --- | --- | ---- |
| 1985-1986 | Fl. State Seminoles | 27  | 1  | 10,5 | 48,3 | -    | 63,3 | 1,8 | 1,0 | 0,5 | 0,1 | 4,3  |
| 1986-1987 | Fl. State Seminoles | 30  | 4  | 19,7 | 44,2 | 36,2 | 61,8 | 4,2 | 1,4 | 0,1 | 0,1 | 7,7  |
| 1987-1988 | Fl. State Seminoles | 30  | 30 | 30,1 | 47,9 | 45,3 | 78,6 | 3,7 | 3,5 | 1,1 | 0,2 | 18,2 |
| 1988-1989 | Fl. State Seminoles | 30  | 28 | 35,6 | 44,8 | 43,9 | 87,5 | 3,6 | 4,2 | 1,8 | 0,2 | 22,8 |
| Carriera  | Carriera            | 117 | 63 | 24,3 | 46,0 | 43,6 | 77,8 | 3,4 | 2,6 | 0,9 | 0,1 | 13,5 |

### NBA

#### Regular Season
| Anno      | Squadra          | PG  | PT  | MP   | TC%  | 3P%  | TL%  | RP  | AP  | PRP | SP  | PP   |
| --------- | ---------------- | --- | --- | ---- | ---- | ---- | ---- | --- | --- | --- | --- | ---- |
| 1989-1990 | Indiana Pacers   | 44  | 0   | 9,4  | 31,3 | 32,5 | 78,9 | 1,0 | 1,0 | 0,4 | 0,1 | 2,7  |
| 1990-1991 | Indiana Pacers   | 74  | 0   | 14,5 | 37,3 | 34,7 | 77,6 | 1,6 | 2,0 | 0,5 | 0,1 | 4,6  |
| 1991-1992 | Indiana Pacers   | 51  | 5   | 17,5 | 40,9 | 34,0 | 78,1 | 2,6 | 2,3 | 0,5 | 0,2 | 6,6  |
| 1992-1993 | Indiana Pacers   | 78  | 21  | 19,2 | 41,1 | 32,0 | 73,5 | 2,6 | 2,5 | 0,7 | 0,1 | 7,2  |
| 1994-1995 | Dallas Mavericks | 42  | 3   | 19,1 | 43,9 | 38,2 | 83,3 | 3,5 | 1,3 | 0,5 | 0,2 | 9,6  |
| 1995-1996 | Dallas Mavericks | 79  | 63  | 36,0 | 41,4 | 37,9 | 80,4 | 4,8 | 2,7 | 1,4 | 0,5 | 18,9 |
| 1996-1997 | Dallas Mavericks | 41  | 26  | 29,4 | 42,3 | 38,0 | 83,7 | 3,5 | 2,2 | 1,3 | 0,2 | 13,7 |
| 1996-1997 | L.A. Lakers      | 23  | 2   | 12,4 | 35,4 | 42,9 | 66,7 | 1,6 | 0,7 | 0,4 | 0,0 | 4,1  |
| 1997-1998 | Phoenix Suns     | 63  | 13  | 19,3 | 40,5 | 34,1 | 76,5 | 3,5 | 1,3 | 0,9 | 0,2 | 7,2  |
| 1998-1999 | Phoenix Suns     | 48  | 16  | 25,9 | 43,8 | 41,6 | 86,2 | 3,4 | 1,6 | 0,9 | 0,3 | 8,9  |
| 1999-2000 | Denver Nuggets   | 78  | 11  | 27,2 | 41,7 | 37,8 | 81,8 | 3,7 | 3,2 | 0,6 | 0,3 | 10,1 |
| 2000-2001 | Denver Nuggets   | 76  | 8   | 26,4 | 38,2 | 32,9 | 84,0 | 2,9 | 3,7 | 0,7 | 0,4 | 9,6  |
| 2001-2002 | Denver Nuggets   | 69  | 26  | 26,5 | 35,8 | 27,0 | 81,0 | 3,6 | 3,0 | 0,8 | 0,3 | 8,8  |
| Carriera  | Carriera         | 766 | 194 | 22,8 | 40,2 | 35,8 | 81,0 | 3,1 | 2,3 | 0,8 | 0,2 | 9,0  |

#### Playoffs
| Anno     | Squadra        | PG | PT | MP   | TC%  | 3P%  | TL%  | RP  | AP  | PRP | SP  | PP   |
| -------- | -------------- | -- | -- | ---- | ---- | ---- | ---- | --- | --- | --- | --- | ---- |
| 1990     | Indiana Pacers | 1  | 0  | 4,0  | 50,0 | -    | -    | 1,0 | 0,0 | 0,0 | 0,0 | 2,0  |
| 1992     | Indiana Pacers | 2  | 2  | 26,5 | 50,0 | 50,0 | 72,7 | 1,0 | 3,0 | 1,0 | 0,5 | 11,5 |
| 1993     | Indiana Pacers | 4  | 0  | 19,8 | 34,8 | 16,7 | 25,0 | 2,8 | 3,5 | 1,0 | 0,3 | 4,8  |
| 1998     | Phoenix Suns   | 4  | 3  | 31,5 | 51,2 | 57,1 | 75,0 | 4,8 | 2,0 | 0,3 | 0,3 | 14,3 |
| 1999     | Phoenix Suns   | 3  | 0  | 26,7 | 43,3 | 45,0 | 70,0 | 4,3 | 0,7 | 1,7 | 0,0 | 14,0 |
| Carriera | Carriera       | 14 | 5  | 24,4 | 45,4 | 44,1 | 65,5 | 3,3 | 2,1 | 0,9 | 0,2 | 10,2 |

## Palmarès
- NCAA AP All-America Third Team (1989)